# Анатолій (Грисюк)
Митрополит Анатолій (в миру Андрій Григорович Грисюк; 20 серпня 1880, Ковель, нині Волинської області — 10 лютого (за іншими даними — 23 січня) 1938, концтабір ГУЛАГ, Республіка Комі) — український церковний діяч. Єпископ РПЦ. Православною Церквою зарахований до лику святих.

## Життєпис
Закінчив Волинську духовну семінарію в Кременці (1900 р.) і Київську духовну академію.
У 1905–1912 рр. — доцент, професор Київської духовної академії. Єпископ Чистопільський (1913 р.). Ректор Казанської духовної академії (1913—1922 рр.). 
1924 року ув'язнений у концтаборі на Соловецьких островах. Архієпископ (1928–1932 рр.), митрополит Одеський і Херсонський (від 1932 р.).
Вдруге ув'язнений 1936 року. Загинув у сталінському концтаборі.